# Yolanda Bedregal
Pour les articles homonymes, voir Bedregal.
Yolanda Bedregal (21 septembre 1916  à La Paz - 21 mai 1999 à La Paz)  est une poétesse bolivienne, connue sous le nom de Yolanda de Bolivie (Yolanda de Bolivia),. Son œuvre explore des thèmes de l'isolation et la solitude.

## Biographie
Bedregal nait à La Paz, Bolivie, dans une famille nantie. Son père Juan Francisco Bedregal est recteur et professeur à l'Université de San Andres, ainsi qu'écrivain. Sa mère est Carmen Iturri Alborta. Elle recoit son baccalauréat de l'Institut Américain de La Paz. Elle étudie à l'École des Beaux-Arts avant de s'envoler pour l'Université Columbia.
A son retour, elle enseigne au Conservatoire, l'École Supérieure des Beaux Arts, l'Université de San Andres, et l'Academie Benavides de Sucre.
Elle est la fondatrice de l'Unión Nacional de Poetas.
Bedregal décède le 21 mai 1999 à La Paz.

## Prix
En 1971 Bedregal reçoit le prix national du livre Bolivien pour son roman Bajo el oscuro.
Le prix Bedregal, créé en 2000 et nommé en son honneur, est remis chaque année par le gouvernement bolivien à un poète.
En 1993 un timbre est émis en son honneur.

## Œuvre

### En vers
- Almadía (1942)
- Poemar (1937)
- Ecos (1940), en collaboration avec son époux Gert Cónitzer
- Nadir (1950)
- Antología Poética Lírica Hispana
- Del Mar y la Ceniza (1957)
- El Cántaro del Angelito
- Poemas para niños
- Alegatos
- Convocatorias
- Escrito

### En prose
- Naufragio (1936)
- Bajo el Oscuro Sol (1971)
- Calendario Folklórico del Departamento de La Paz
- 52 Artículos de Historia del Arte para Niños
- Poesía de Bolivia - Antología (Editorial Universitaria de Buenos Aires)
- Antología de la Poesía Boliviana (1977) (Collection Encyclopédie Bolivienne, Éditorial Los Amigos del Libro)